# Сем Шілімела
Наателе Сем Шілімела (англ. Naatele Sem Shilimela; нар. 30 липня 1991, Етаї, область Омусаті) — намібійський борець греко-римського та вільного стилів, дворазовий бронзовий призер чемпіонатів Африки, учасник Олімпійських ігор у змаганнях з вільної боротьби.

## Життєпис
Виступав за борцівський клуб «Windhoek». Тренер — Луїс Форселледо Паз (з 2007).
Був прапороносцем збірної Намібії на церемонії закриття літніх Олімпійських ігор 2012 року в Лондоні.

## Спортивні результати на міжнародних змаганнях

### Виступи на Олімпіадах
| Змагання                    | Збірна  | Вагова категорія          | Місце |
| --------------------------- | ------- | ------------------------- | ----- |
| Літні Олімпійські ігри 2012 | Намібія | вільна боротьба, до 55 кг | 15    |

### Виступи на Чемпіонатах світу
| Змагання                        | Збірна  | Вагова категорія          | Місце |
| ------------------------------- | ------- | ------------------------- | ----- |
| Чемпіонат світу з боротьби 2011 | Намібія | вільна боротьба, до 55 кг | 21    |
| Чемпіонат світу з боротьби 2014 | Намібія | вільна боротьба, до 57 кг | 22    |
| Чемпіонат світу з боротьби 2015 | Намібія | вільна боротьба, до 57 кг | 30    |

### Виступи на Чемпіонатах Африки
| Змагання                         | Збірна  | Вагова категорія                 | Місце  |
| -------------------------------- | ------- | -------------------------------- | ------ |
| Чемпіонат Африки з боротьби 2010 | Намібія | греко-римська боротьба, до 55 кг | 6      |
| Чемпіонат Африки з боротьби 2010 | Намібія | вільна боротьба, до 60 кг        | 4      |
| Чемпіонат Африки з боротьби 2011 | Намібія | вільна боротьба, до 55 кг        | 8      |
| Чемпіонат Африки з боротьби 2012 | Намібія | вільна боротьба, до 55 кг        | Бронза |
| Чемпіонат Африки з боротьби 2014 | Намібія | вільна боротьба, до 61 кг        | 8      |
| Чемпіонат Африки з боротьби 2016 | Намібія | вільна боротьба, до 61 кг        | Бронза |

### Виступи на інших змаганнях
| Змагання                                                       | Збірна  | Вагова категорія          | Місце  |
| -------------------------------------------------------------- | ------- | ------------------------- | ------ |
| Олімпійський кваліфікаційний турнір з боротьби 2012 (Марракеш) | Намібія | вільна боротьба, до 55 кг | Срібло |
| Олімпійський кваліфікаційний турнір з боротьби 2016 (Алжир)    | Намібія | вільна боротьба, до 57 кг | 7      |